# Lambres-lez-Douai
Lambres-lez-Douai är en kommun i departementet Nord i regionen Hauts-de-France i norra Frankrike. Kommunen ligger i kantonen Douai-Sud-Ouest som tillhör arrondissementet Douai. År 2022 hade Lambres-lez-Douai 4 902 invånare.

## Befolkningsutveckling
Antalet invånare i kommunen Lambres-lez-Douai
| Referens: INSEE |